# Рязанский, Сергей Николаевич
Серге́й Никола́евич Ряза́нский  (род. 13 ноября 1974, Москва) — российский космонавт-испытатель отряда космонавтов Роскосмоса. 535-й космонавт мира и 117-й космонавт России. Герой Российской Федерации, лётчик-космонавт Российской Федерации (2015). Первый в мире учёный — командир космического корабля.
Количество полётов — два. Длительность — 304 суток 23 часа 22 минуты. Число выходов в открытый космос — 4. Суммарная продолжительность выходов — 27 часов 39 минут.
28 июля 2017 года в 18:41 мск стартовал с космодрома Байконур в качестве командира экипажа космического корабля «Союз МС-05» и экипажа Международной космической станции по программе основных космических экспедиций МКС-52/53.

## Образование
В 1991 году, после окончания московской школы № 520 поступил на биофак МГУ, который окончил в 1996 году по специальности вирусология. С. Н. Рязанский является первым выпускником МГУ, который совершил полёт в космос.
В 2000 году окончил аспирантуру Института медико-биологических проблем РАН по специальности «Авиационная, космическая и морская медицина». В 2006 году защитил диссертацию на соискание учёной степени кандидата биологических наук на тему «Особенности произвольных движений в условиях опорной разгрузки» по специальностям физиология и авиационная, космическая и морская медицина.
В 2015 году окончил с отличием магистратуру Российской академии народного хозяйства и государственной службы при Президенте РФ по специальности «Государственное и муниципальное управление».

## Опыт работы
С 1996 года работал в Государственном научном центре Российской Федерации Институте медико-биологических проблем Российской академии наук (ГНЦ РФ ИМБП РАН) в должности младшего научного сотрудника, с 1997 года — аспирант, с 2001 года — научный сотрудник, с 2003 года — старший научный сотрудник отдела сенсомоторной физиологии и профилактики ГНЦ РФ ИМБП РАН. Являлся членом Биоэтической комиссии ИМБП.
С 17 марта по 14 апреля 2000 года в ИМБП участвовал в эксперименте SFINCSS в составе седьмого экипажа, проведя в «наземном космосе» 28 суток. В 2001 году участвовал в экспериментах по длительной гипокинезии (3 по 7 суток). В 2002 году участвовал в эксперименте с 7-дневной «сухой» иммерсией (имитация состояния невесомости путём погружения в ванну, закрытую непромокаемой тканью). С января 2003 года проходил углубленное медицинское обследование в ИМБП в рамках отбора кандидатов на включение в отряд космонавтов ИМБП.

## Подготовка к космическим полётам
29 мая 2003 года решением ГМВК был зачислен в отряд космонавтов ИМБП. 5 июля 2005 года присвоена квалификация «космонавт-исследователь».
С 15 по 29 ноября 2007 года принимал участие (в качестве командира экипажа) в 14-суточном контрольном эксперименте по программе проведения эксперимента МАРС-500. С 31 марта по 14 июля 2009 года принимал участие (в качестве командира экипажа) в подготовительном эксперименте по программе проведения эксперимента МАРС-500, имитирующем полёт на Марс. Совершил около 750 прыжков с парашютом.
12 ноября 2010 года присвоена квалификация «космонавт-испытатель». 1 декабря 2010 года уволен из ГНЦ РФ ИМБП РАН и с 1 января 2011 года зачислен в отряд космонавтов ФГБУ «НИИ ЦПК имени Ю. А. Гагарина» на должность космонавта-испытателя.
С сентября 2011 года проходил подготовку в составе дублирующего экипажа МКС-35/36 в качестве бортинженера корабля и МКС. Получил классность — заслуженный испытатель космической техники. Проходил подготовку в составе дублирующего экипажа ТПК «Союз ТМА-08М» вместе с Олегом Котовым (ФКА) и Майклом Хопкинсом (НАСА) и в составе основного экипажа ТПК «Союз ТМА-10М».

## Первый полёт
Полёт начался 26 сентября 2013 года. Экипаж корабля Союз ТМА-10М в составе командира корабля Олега Котова и бортинженеров Сергея Рязанского и Майкла Хопкинса (НАСА), в 0:59 MSK, стартовал с космодрома Байконур к МКС, в 6:45 мск корабль пристыковался к модулю «Поиск» МКС. Сергей Рязанский стал участником долговременных экспедиций МКС-37/МКС-38.
9 ноября 2013 года в 18 часов 34 минуты по московскому времени российские космонавты Олег Котов и Сергей Рязанский открыли выходной люк стыковочного отсека «Пирс» и приступили к работе на внешней поверхности Международной космической станции. В течение пяти часов 50 минут космонавты выполнили работы по проведению эстафеты олимпийского огня, а также проведения регламентных технических работ с оборудованием станции. Внекорабельная деятельность — 36 была завершена 10 ноября 2013 года в 00 часов 24 минуты по московскому времени. Для Олега Котова это стал четвёртый выход в открытый космос. Сергей Рязанский вышел в открытый космос впервые. 13 ноября 2013 года Сергей Рязанский отметил свой день рождения в космосе.
28 декабря 2013 года Сергей Рязанский вместе с Олегом Котовым совершил свой второй выход в открытый космос. Российские космонавты установили рекорд по пребыванию в открытом космосе в российских скафандрах «Орлан-МК» (производство НПП «Звезда»), проведя в космосе восемь часов семь минут.
27 января 2014 года С. Н. Рязанский совершил свой третий выход в открытый космос. Сергей Рязанский вместе с Олегом Котовым произвели монтаж камеры высокого разрешения (HRC) и камеры среднего разрешения (MRC) на служебном модуле «Звезда». Продолжительность выхода в открытый космос составила 6 часов 08 минут.
11 марта 2014 года в 7 часов 24 минуты спускаемый аппарат транспортного пилотируемого корабля «Союз ТМА-10М» совершил посадку в заданном районе юго-восточнее города Жезказган (Республика Казахстан). Посадка была произведена на день раньше, чем предполагалось и прошла в штатном режиме. В ходе космического полёта С. Рязанский регулярно отвечал на вопросы участников форума сайта журнала «Новости космонавтики».
12 марта 2014 года Сергей Рязанский в Научно-исследовательском испытательном Центре подготовки космонавтов имени Ю. А. Гагарина принял участие в серии экспериментальных исследований в интересах межпланетных полётов и освоения планет Солнечной системы с участием космонавтов, только что возвратившихся на Землю после выполнения длительного космического полёта на Международной космической станции.

## Второй полёт
28 октября 2016 года Межведомственная комиссия Госкорпорации «Роскосмос» утвердила составы основных и дублирующих экипажей длительных экспедиций (МКС-51/52, 52/53, 53/54, 54/55) к Международной космической станции в 2017 году. Рязанский Сергей Николаевич был назначен бортинженером экспедиций МКС-52/МКС-53 и командиром основного экипажа ТПК «Союз МС-05».
28 июля 2017 года в 18:41 мск с космодрома Байконур стартовала ракета-носитель «Союз-ФГ» с транспортным пилотируемым кораблём (ТПК) «Союз МС-05». Командир корабля — Сергей Рязанский, бортинженеры — астронавты Рэндольф Брезник (НАСА) и Паоло Несполи (ЕКА). 29 июля 2017 года в 1:01 мск, после короткой четырёхвитковой схемы сближения, ТПК пристыковался к МКС. В 2:58 мск экипаж перешёл на борт МКС.
14 декабря 2017 года в 8:14 мск корабль «Союз МС-05» отстыковался от МКС и в 11:38 мск совершил посадку в казахской степи.
В 2017 году вышла первая книга С. Н. Рязанского — фотоальбом «Удивительная Земля», в которой представлено более 100 уникальных фотографий нашей планеты, сделанных космонавтом с борта Международной космической станции во время его двух космических полётов.
Статистика
| # | Стартовый корабль | Старт, UTC        | Экспедиция              | Корабль посадки | Посадка, UTC      | Налёт                       | Выходы в открытый космос | Время в открытом космосе |
| - | ----------------- | ----------------- | ----------------------- | --------------- | ----------------- | --------------------------- | ------------------------ | ------------------------ |
| 1 | Союз ТМА-10М      | 26.09.2013, 20:59 | Союз ТМА-10М, МКС-37/38 | Союз ТМА-10М    | 11.03.2014, 03:24 | 166 суток 06 часов 25 минут | 3                        | 20 часов 05 минут        |
| 2 | Союз МС-05        | 28.07.2017, 15:41 | Союз МС-05, МКС-52/53   | Союз МС-05      | 14.12.2017, 08:38 | 138 суток 16 часов 57 минут | 1                        | 07 часов 34 минуты       |
|   |                   |                   |                         |                 |                   | 304 суток 23 часа 22 минуты | 4                        | 27 часов 39 минут        |

## Общественная работа
28 марта 2016 года С. Н. Рязанский выбран председателем общероссийской общественно-государственной детско-юношеской организации «Российское движение школьников».
9 марта 2017 года С. Н. Рязанский по предложению Всемирного антидопингового агентства вошёл в состав наблюдательного совета Российского антидопингового агентства РУСАДА.
Выступает как спикер по лидерству, мотивации, командообразованию, работе в стрессовых условиях, формированию корпоративной культуры безопасности.
16 июля 2018 года Сергей Рязанский покинул отряд космонавтов в связи с переходом на другую работу.

## Семья
- Дед — Михаил Сергеевич Рязанский (1909—1987) — советский учёный и Главный конструктор радиосистем ракетно-космической техники, Герой Социалистического Труда.
- Отец — Николай Михайлович Рязанский, в настоящее время — инженер-физик, вице-президент Федерации спортивного туризма Москвы, Председатель Маршрутно-Квалификационной комиссии Федерации, руководитель группы разбора трагедии на реке Юрункаш.
- Мать — Татьяна Юрьевна Рязанская, мастер спорта СССР, неоднократная победительница и призёр (1967—1973) Всесоюзных соревнований по спортивному ориентированию.
- Жена (первый брак) — Любава Дмитриевна.
- Жена (второй брак) — Александра.
- Пятеро детей: два сына Михаил и Максим (рожд. 24 июля 2015 года), две дочери-близняшки и дочь Мария (рожд. 24 июня 2021)[2].

## Награды и звания
Награды и почётные звания:
- Герой Российской Федерации (8 сентября 2015 года) — за мужество и героизм, проявленные при осуществлении длительного космического полёта на Международной космической станции
- Орден «За заслуги перед Отечеством» IV степени (27 апреля 2023 года) — за вклад в воспитание и дополнительное образование подрастающего поколения[28].
- Лётчик-космонавт Российской Федерации (8 сентября 2015 года) — за мужество и героизм, проявленные при осуществлении длительного космического полёта на Международной космической станции
- Медаль Алексея Леонова (Кемеровская область, 2015) — за три совершённых выхода в открытый космос[29].
- Медаль им. Ю. А. Гагарина Федерации космонавтики России.
- Медаль им. М. С. Рязанского Федерации космонавтики России.
- Заслуженный испытатель космической техники
- Сертификат НАСА за личный вклад в работу над международным проектом «Бион-11».
- Диплом за существенный вклад в международный 240-суточный эксперимент по симуляции космического полёта — SFINCSS.
- Благодарность губернатора Московской области

## Увлечения
- Увлекается фотографией; из своего второго полёта в космос привёз 350 тысяч фотографий.
- Нумизматика, игра в футбол, гандбол, спортивное ориентирование[2]
- Ведёт собственный сайт в интернете Рязанский.рф[2].
- Болельщик московского «Спартака». Во время экспедиции брал с собой на МКС спартаковский вымпел, который впоследствии подарил клубному музею.[30]
- Яхтинг, альпинизм, путешествия[2]